# サルウィン (ソマリア)
サルウィン（SalweynまたはSalwine）は、ソマリア連邦共和国のサナーグ州北部にある遺跡である。

## 概要
サルウィンは、古い沿岸町であるHeisの東に位置している。
この地域には小さくて名祖となった小川がある。
この場所には、距離にして約8キロメートルにも及ぶ、広大なケアンの領域が含まれている。
1881年のジョルジュ・レヴォイユ (Georges Révoil) によるこれらの古墳の一つを発掘したことで墓があらわとなり、そばには古代の高度な文明を示す人工物があった。
埋葬されていた物には、サモス島からの陶器破片、いくつかの良くできたエナメル、および古代ギリシアデザインのマスクが含まれていた。
さらに、ケアンの近くには立った石の列が数多くある。
これらのメンヒルは、バリ州のBotialaのものと類似している。
Macajilaynとともに、サルウィンは唯一の地方で特殊な古代遺跡が発見された場所でもある。